# Gilbert Leon Hime
Gilbert Leon Hime (Rio de Janeiro, 2 de novembro de 1887 — São Paulo, 14 de agosto de 1957), foi um futebolista brasileiro que atuou como atacante na década de 1900.

## Carreira
Começou a carreira no Botafogo, e ficou marcado na história do futebol brasileiro por ter sido o jogador que mais fez gols em uma única partida. O atacante fez nove gols[carece de fontes?] num jogo vencido pelo alvinegro carioca por 24 a 0 frente ao SC Mangueira em 30 de maio de 1909. O recorde foi batido em 1975, por Dadá Maravilha , mas a partida é até hoje a maior goleada da história do futebol do Brasil. Seu parceiro de ataque Flávio Ramos fez sete gols nesse jogo.[carece de fontes?]
Além deste feito, Gilbert Hime também foi o artilheiro do Botafogo no primeiro Campeonato Carioca de Futebol em 1906, quando fez cinco gols (a mesma quantidade de seu companheiro Ataliba Sampaio.[carece de fontes?]
Em 1910 se transferiu para o Fluminense, onde pouco disputou partidas, tendo atuado até 1913, disputando 11 partidas e marcado 4 gols.

## Títulos
Botafogo
- Troféu Elihu Root: 1906
- Campeonato Carioca: 1907